# Älvnäs
Älvnäs – miejscowość (tätort) w Szwecji, w regionie administracyjnym (län) Sztokholm, w gminie Ekerö.
Według danych Szwedzkiego Urzędu Statystycznego liczba ludności wyniosła: 753 (31 grudnia 2015), 797 (31 grudnia 2018) i 785 (31 grudnia 2019).